# 240 TCN
240 TCN là một năm trong lịch La Mã. 

## Mất
- Hạ Cơ